# Philip Bester
Pour les articles homonymes, voir Bester.
Philip Bester, né le 6 octobre 1988 à Sonthofen en Allemagne de l'ouest, est un joueur de tennis canadien, professionnel de 2006 à 2017.

## Biographie
Il est né en Allemagne de l'ouest de parents d'origines Polonaise.

## Carrière
En 2006, il est finaliste du tournoi junior de Roland-Garros contre Martin Kližan.
En 2010, il se qualifie pour le tournoi de New Haven et joue directement le second tour car il prend la place de Mardy Fish qui est forfait et exempt du premier tour. En 2011, il se blesse après la rencontre de Coupe Davis contre l'Équateur. Il fait son retour après huit mois d'absence et atteint les demi-finales à Granby en juillet. Malheureusement, il est de nouveau blessé à la hanche fin 2012 et manque neuf mois de compétition. Il fait un retour gagnant avec un titre et deux finales au Canada, ainsi qu'une nouvelle demi-finale à Granby. Il subit cependant une intervention chirurgicale en novembre 2013, pour ne revenir sur le circuit qu'en juin 2014. En 2015, il participe à sa première finale en dans un tournoi Challenger à Granby et atteint ainsi son meilleur classement.
Il est membre de l'équipe du Canada de Coupe Davis. En tant que jeune espoir canadien, il a intégré l'équipe en 2006 et a pu jouer deux matchs dans la zone Amérique contre le Mexique et le Venezuela. En 2011, il compense le forfait de Milos Raonic pour jouer deux simples face à l'Équateur. Il remporte le 5e match décisif contre Iván Endara (6-2, 7-63, 6-4) qui permet à son équipe de participer aux barrages du groupe mondial pour la première fois depuis 2005. En 2016, il est de nouveau sélectionné, pour la première fois dans une rencontre du groupe mondial, à la suite des absences de Milos Raonic et de Daniel Nestor. Il joue le double accompagné de Vasek Pospisil mais s'incline contre la paire française Richard Gasquet/Jo-Wilfried Tsonga (7-64, 6-1, 7-64).
Il s'est illustré sur le circuit Challenger en remportant le titre en double à Granby en 2008, 2012 et 2015, à Burnie en 2011, à Drummondville en 2015 et à Morelos en 2016.

## Parcours dans les tournois duGrand Chelem

### En simple
| Année | Open d'Australie | Open d'Australie | Internationaux de France | Internationaux de France | Wimbledon | Wimbledon | US Open | US Open       |
| ----- | ---------------- | ---------------- | ------------------------ | ------------------------ | --------- | --------- | ------- | ------------- |
| 2011  | Q1               | Nicolás Massú    | —                        | —                        | —         | —         | —       | —             |
| 2015  | —                | —                | —                        | —                        | —         | —         | Q1      | Daniel Nguyen |

N.B. : à droite du résultat se trouve le nom de l'ultime adversaire.

### En double messieurs
N'a jamais participé à un tableau final.

### En double mixte
N'a jamais participé à un tableau final.

## Parcours dans lesMasters 1000
| Année | Indian Wells | Miami | Monte-Carlo | Rome | Hambourg puis Madrid | Canada              | Cincinnati | Madrid puis Shanghai | Paris |
| ----- | ------------ | ----- | ----------- | ---- | -------------------- | ------------------- | ---------- | -------------------- | ----- |
| 2005  | —            | —     | —           | —    | —                    | 1er tour R. Mello   | —          | —                    | —     |
| 2006  | —            | —     | —           | —    | —                    | 1er tour J. Blake   | —          | —                    | —     |
| 2007  | —            | —     | —           | —    | —                    | 1er tour A. Clément | —          | —                    | —     |
| 2015  | —            | —     | —           | —    | —                    | 1er tour G. Müller  | —          | —                    | —     |

N.B. : sous le résultat se trouve le nom de l’ultime adversaire.